# Asarum caudigerum
Asarum caudigerum Hance – gatunek rośliny z rodziny kokornakowatych (Aristolochiaceae Juss.). Występuje naturalnie w Wietnamie, południowo-wschodnich Chinach (w prowincjach Fujian, Guangdong, Kuejczou, Hubei, Hunan, Syczuan, Junnan, a także w regionie autonomicznym Kuangsi) oraz na wyspie Tajwan. 

## Morfologia
PokrójByliny z pionowymi kłączami o średnicy 2–4 mm.
LiścieZebrane w parach, mają kształt od owalnego do owalnie trójkątnego lub owalnie sercowatego. Mierzą 4–10 cm długości oraz 3,5–10 cm szerokości. Są mniej lub bardziej owłosione od spodu. Blaszka liściowa jest o nasadzie sercowatej lub zbiegającej po ogonku i spiczastym wierzchołku. Ogonek liściowy jest mniej lub bardziej owłosiony i dorasta do 5–20 cm długości.
KwiatySą promieniste, obupłciowe, pojedyncze, wyprostowane. Okwiat ma mniej lub bardziej dzwonkowaty kształt i zielonkawą lub purpurowo zielonkawą barwę, dorasta do 2–5 cm długości oraz 1–1,5 cm szerokości. Listki okwiatu są o długo spiczastych wierzchołkach. Zalążnia jest dolna ze zrośniętymi słupkami.

## Biologia i ekologia
Rośnie w lasach mieszanych. Występuje na wysokości od 300 do 1700 m n.p.m. Kwitnie od marca do maja.